# 吉野川バイパス

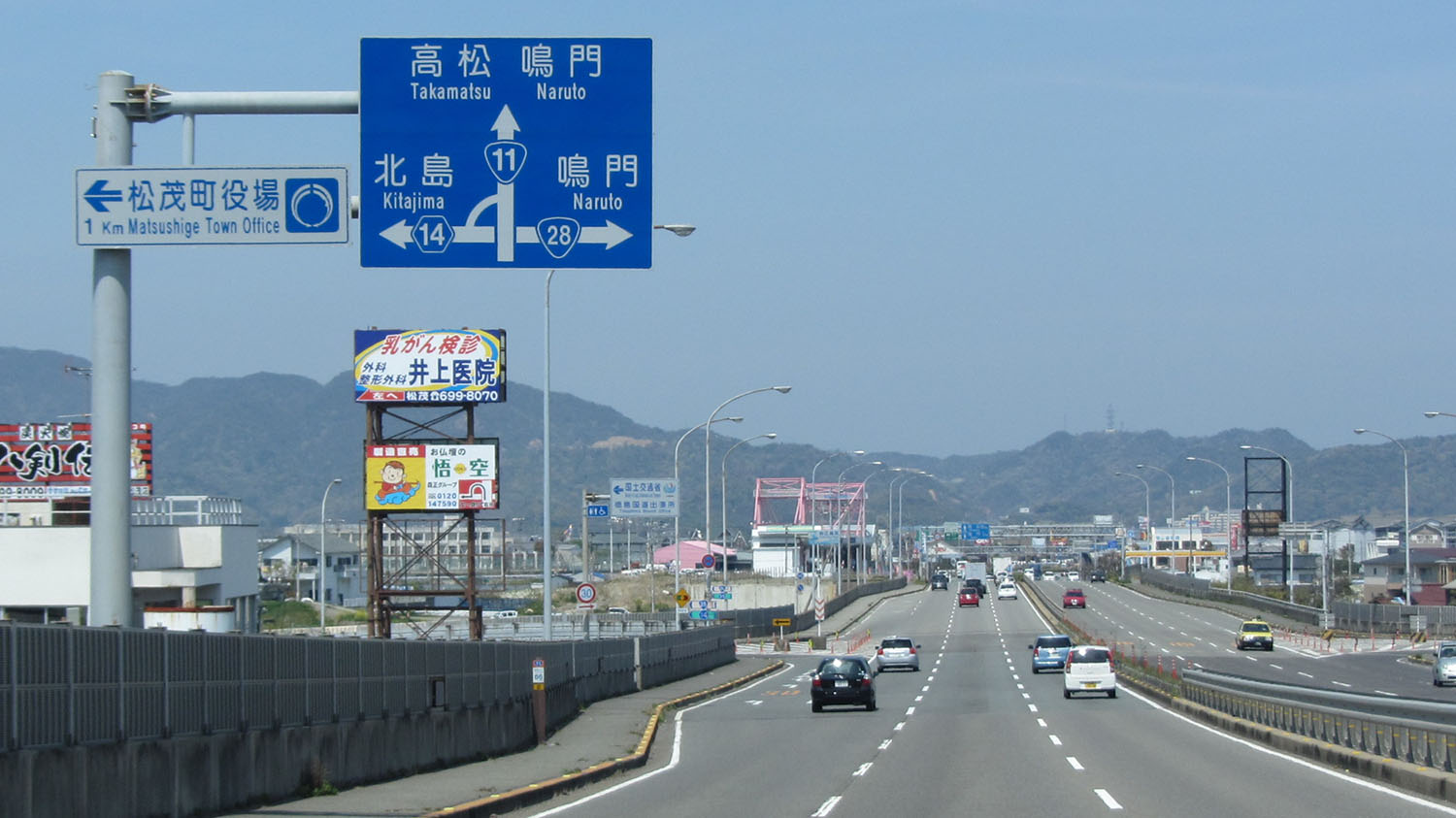
吉野川バイパス (国道28号との分岐)
徳島県板野郡松茂町

吉野川バイパス（よしのがわバイパス）は、徳島県徳島市かちどき橋一丁目のかちどき橋南詰交差点（国道11号起点）から徳島県鳴門市北灘町櫛木に至る、一般国道11号のバイパスとして建設された道路。現在は国道11号の一部となっている。日本の道100選に選定された。

## 概要
徳島市を南北に縦貫する徳島県東部地域の基幹道路で、国道11号の起点である徳島市かちどき橋一丁目から同市街地を北進して、市内を流れる吉野川を吉野川大橋で渡河し、鳴門市北灘町へ至る16.9 kmのバイパス道路である。途中で、徳島市川内町において四国縦貫自動車道（徳島自動車道）と徳島インターチェンジ (IC) で接続、さらに北進して鳴門市撫養町において神戸淡路鳴門自動車道・高松自動車道と鳴門ICで接続する。車道は中央分離帯で区画された6車線（ただし、鳴門IC以北の4 km区間は4車線）で、その両側には自転車歩行者道が配置されている。吉野川大橋は、徳島県下最長となる全長1,137mを有する橋梁で、吉野川最下流域の河口付近にある。
自動車・自転車共に四国で有数の交通量を有しており、場所によって一日の交通量が約85,000台に達し、朝夕の交通渋滞に悩まされている。鳴門ICより南は上下線とも交通量が多く、吉野川大橋は平日24時間の断面交通量が80,000台を超えている。これは、
1. 朝夕は市内に通勤する車であふれかえる。
2. バイパスということもあって、市街地を通っていない。（旧道の現国道28号と徳島県道14号松茂吉野線・徳島県道39号徳島鳴門線は市街地を通り、片側一車線で流れが悪い）
3. そのため、事実上北から南に抜ける道はこのバイパスしかない。
4. 加えて、高速道路の整備により鳴門ICから高松・神戸方面の車が増えた。

ことで交通量は飛躍的に伸びた。片側3車線・制限時速60 km/hだが、徳島市に入る頃に渋滞が顕著になる。このため、徳島県は、バイパスのさらに東側に、徳島東環状道路を建設中であり、現在暫定供用中である。

### 路線データ
- 起点：徳島市かちどき橋一丁目[3]
- 終点：鳴門市北灘町櫛木[3]
- 延長：16.9 km[3]
- 規格：第4種第1級、第3種第2級[3]
- 車線数：6車線（起点 - 鳴門IC、4車線（鳴門IC - 終点）
- 道路幅員：35 m、30 m、25 m[3]
- 車線幅員：3.5 m[3]
- 設計速度：60 km/h[3]

## 歴史
1963年（昭和38年）に事業化されて、昭和41年度に工事着手し、1972年（昭和47年）7月に吉野川大橋が暫定3車線で開通した。吉野川大橋開通後は、吉野川南岸にある徳島市街地部分、北岸部分と順次事業を進めて1988年（昭和63年）8月に暫定供用開始し、1996年（平成8年）10月に6車線にて完成供用した。

### 年表
- 1963年（昭和38年） - 事業化[3]。
- 1967年（昭和42年） - 工事着手[要出典]。
- 1980年（昭和55年） - 本四神戸鳴門ルートの受け皿で鳴門市撫養町木津まで延伸（当初は北灘町櫛木）。
- 1986年（昭和61年）3月 - 全線暫定供用[3]。
- 1987年（昭和62年）8月10日 - 吉野川バイパスが日本の道100選に選定される（区間：徳島市吉野町〜徳島市川内町　4.0km）[2]。
- 1996年（平成08年）9月 - 全線完成供用[3]。

## 路線状況
交通量の多さから、1981年（昭和56年）よりバス専用レーンとパークアンドバスライドシステムを実施している。渋滞対策のため、路線バスの利便性向上の観点からハイグレードバス停の整備をしたり、渋滞交差点の改良を順次実施し、1999年（平成11年）に吉野川大橋南詰交差点に桁を増設して、左折レーンを新設している。また住民要望により、2000年（平成12年）に吉野川大橋の歩道に風よけを設置するなど、自転車・歩行者の快適な通行環境改善への取り組みも実施されている。

### 重複区間
- 国道28号: かちどき橋南詰交差点 - 広島ランプ
- 徳島県道29号徳島環状線: 徳島本町交差点 - 吉野川大橋北詰交差点、川内町竹須賀交差点 - 川内町交差点
- 徳島県道220号川内大代線: 板野郡松茂町中喜来付近
- 国道377号: 鳴門IC - 鳴門市北灘町櫛木

### 構造物
- かちどき橋 - 新町川
- 助任新橋 - 助任川橋長43.6m[4]。
- 吉野川大橋 - 吉野川

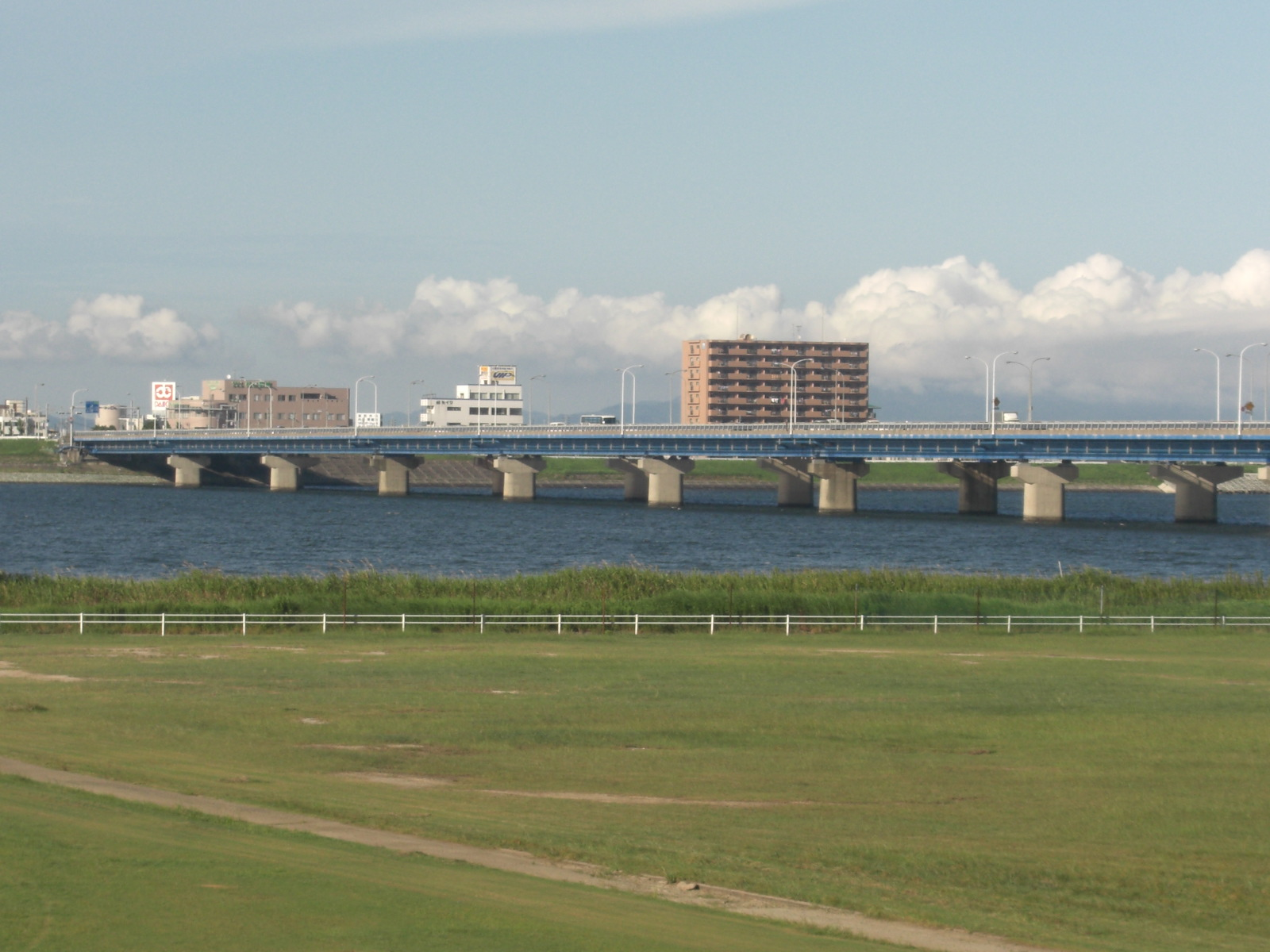
吉野川大橋

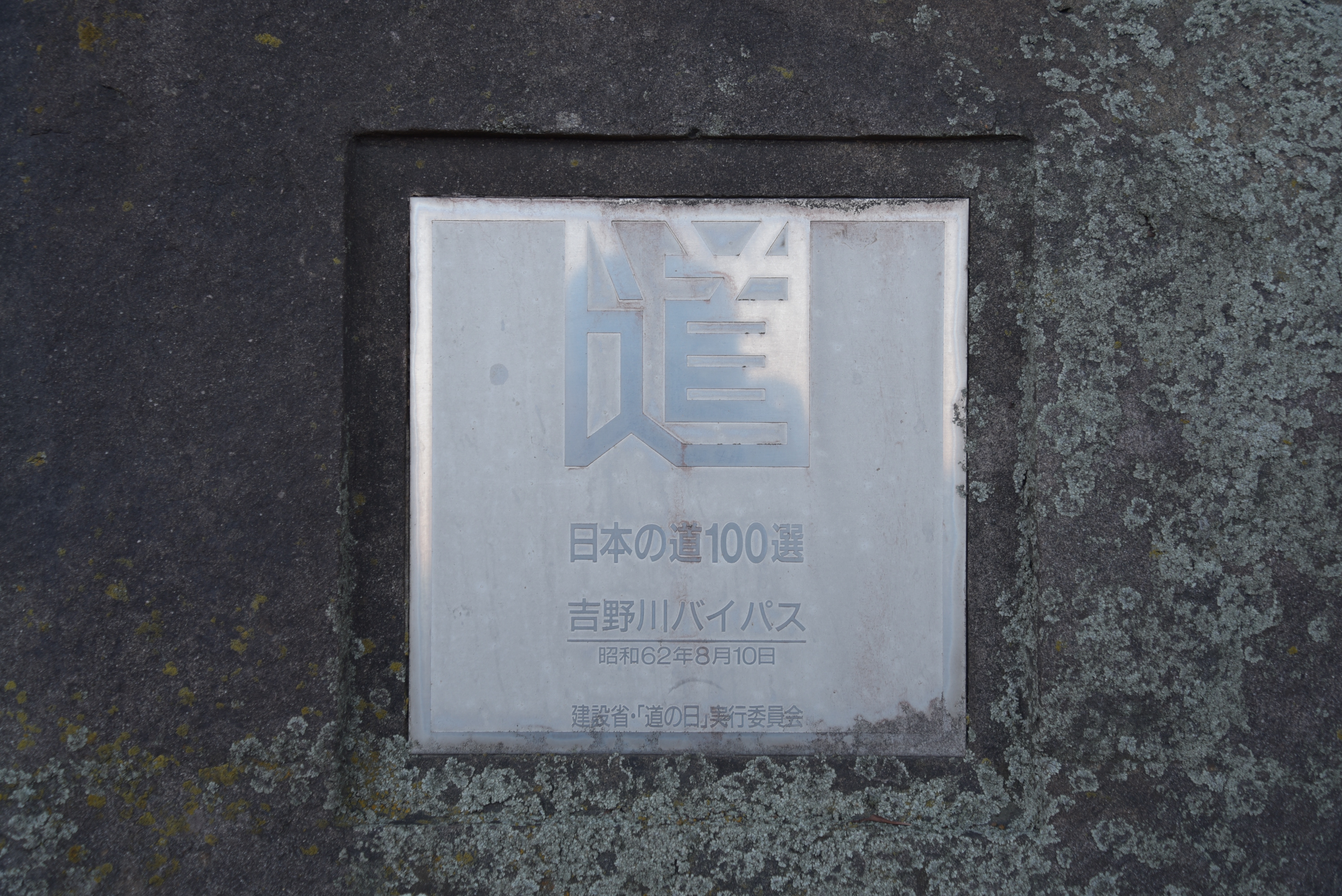
日本の道100選顕彰碑

- 新加賀須野大橋 - 今切川(上り)橋長857.55ｍ(下り)橋長871.05ｍ[4]
- 新広島橋 - 旧吉野川(上り)(下り)橋長195ｍ[4]

### 車線・最高速度
| 区間                                  | 車線 上下線=上り線+下り線 | 最高速度                                                  |
| ------------------------------------- | ------------------------- | --------------------------------------------------------- |
| かちどき橋南詰交差点 - 吉野川大橋南詰 | 6=3+3                     | 50 km/h（指定、7時 - 21時） 60 km/h（法定、21時 - 翌7時） |
| 吉野川大橋南詰 - 鳴門IC               | 6=3+3                     | 60 km/h（指定）                                           |
| 鳴門IC - 鳴門市北灘町櫛木             | 4=2+2                     | 60 km/h（法定）                                           |

### 交通量
徳島市内の区間については非常に交通量が多いものの、市内から離れるにつれて一気に減少していく。その徳島市内では特に吉野川大橋の交通量が突出して多く、一日当たりの交通量8万4488台は四国地方トップの数値である。また、前回2005年調査時と比較した交通量はこの吉野川大橋が最も多く増加していて、川内町交差点から広島交差点が最も減少している。また、起点のかちどき橋から新加賀須野橋まで（徳島市内にほぼ合致）の区間は、昼間12時間における混雑度が本来の設計交通容量である「1.00」を超えているほか、特に起点のかちどき橋では2.12に達しているなど、慢性的で著しい混雑状態である。
昼間12時間の平均旅行速度は徳島市内では非常に遅く、そこから離れるにつれて速くなる。ただし徳島市内でも1 km以上に及ぶ直線の長大橋で信号や交差点が全くない吉野川大橋や、広島交差点から空港線西口交差点までのいずれも鳴門行きの流れは局所的に速くなっている。また、終点付近の鳴門市区間では交通量が一気に減少する関係で、昼間でも上下両方向で最高速度の60 km/h（法定速度）を超えている。

#### 2010年
| 区間                          | 観測地点                     | 交通量    | 交通量  | 昼間 混雑度 | 昼間平均旅行速度 | 昼間平均旅行速度 |
| 区間                          | 観測地点                     | 2010年    | 前回比  | 昼間 混雑度 | 上り             | 下り             |
| ----------------------------- | ---------------------------- | --------- | ------- | ----------- | ---------------- | ---------------- |
| かちどき橋南詰交差点-徳島本町 | 徳島市中洲町一丁目           | 7万8713台 | -1903台 | 2.12        | 16.5km/h         | 14.7km/h         |
| 徳島本町交差点-北常三島交差点 | 徳島市南常三島町一丁目       | 5万7891台 | -410台  | 1.83        | 20.1km/h         | 21.1km/h         |
| 北常三島-吉野川大橋南交差点   | 徳島市北常三島町二丁目       | 6万1533台 | -3070台 | 1.21        | 29.1km/h         | 45.5km/h         |
| 吉野川大橋南-吉野川大橋北詰   | 徳島市東吉野町二丁目         | 8万4488台 | +7547台 | 1.31        | 46.9km/h         | 59.7km/h         |
| 吉野川大橋北詰交差点-徳島IC   | 徳島市川内町鈴江北           | 7万1123台 | -7095台 | 1.10        | 48.7km/h         | 53.5km/h         |
| 徳島IC-竹須賀交差点           | 徳島市川内町竹須賀           | 6万9152台 | -4123台 | 1.33        | 35.6km/h         | 28.2km/h         |
| 竹須賀交差点-川内町交差点     | 徳島市川内町竹須賀           | 6万9152台 | -4123台 | 1.57        | 35.6km/h         | 28.2km/h         |
| 川内町交差点-新加賀須野橋     | 徳島市川内町平石夷野         | 5万0046台 | -8840台 | 1.01        | 35.1km/h         | 43.2km/h         |
| 新加賀須野橋-広島交差点       | 徳島市川内町平石夷野         | 5万0046台 | -8840台 | 0.70        | 35.1km/h         | 43.2km/h         |
| 広島交差点-空港線西口交差点   | 板野郡松茂町広島             | 4万8631台 | -173台  | 0.79        | 45.6km/h         | 51.9km/h         |
| 空港線西口交差点-大谷川橋     | 板野郡松茂町中喜来           | 4万0940台 | -1323台 | 0.74        | 42.1km/h         | 57.8km/h         |
| 大谷川橋-県道12号鳴門池田線   | 板野郡松茂町中喜来           | 4万0940台 | +1819台 | 0.76        | 42.1km/h         | 57.8km/h         |
| 県道12号鳴門池田線-鳴門IC     | 鳴門市撫養町木津字孫右エ門山 | 3万4108台 | -2217台 | 0.63        | 37.2km/h         | 31.5km/h         |
| 鳴門IC-木津交差点             | 鳴門市撫養町木津             | 1万9620台 | +1413台 | 0.70        | 55.2km/h         | 53.3km/h         |
| 木津交差点-県道42号瀬戸撫養線 | 鳴門市撫養町木津字奥中山     | 9520台    | -124台  | 0.33        | 60.6km/h         | 61.0km/h         |
| 平均                          | 平均                         | 5万2394台 | -2097台 | 1.08        | 39.0km/h         | 43.4km/h         |

#### 2005年
| 地点                         | 平日24時間 | 平日24時間 | 平日24時間 | 平日24時間 | 休日24時間 | 休日24時間 | 休日24時間 | 休日24時間 | 休日率 |
| 地点                         | 交通量     | 混雑度     | ピーク時   | ピーク時   | 交通量     | 混雑度     | ピーク時   | ピーク時   | 休日率 |
| 地点                         | 交通量     | 混雑度     | 時間       | 旅行速度   | 交通量     | 混雑度     | 時間       | 旅行速度   | 休日率 |
| ---------------------------- | ---------- | ---------- | ---------- | ---------- | ---------- | ---------- | ---------- | ---------- | ------ |
| 徳島市中洲町一丁目           | 8万0616台  | 1.87       | 18時       | 13.5km/h   | 6万9034台  | 1.60       | 15時       | 16.7km/h   | 86%    |
| 徳島市南常三島町一丁目       | 5万8301台  | 2.51       | 17時       | 14.5km/h   | 5万3313台  | 2.29       | 13時       | 15.5km/h   | 91%    |
| 徳島市北常三島町二丁目       | 6万4603台  | 1.99       | 7時        | 46.2km/h   | 5万4643台  | 1.68       | 16時       | 50.9km/h   | 85%    |
| 徳島市東吉野町二丁目         | 7万6941台  | 1.14       | 7時        | 60.0km/h   | 7万2113台  | 1.07       | 15時       | 53.3km/h   | 94%    |
| 徳島市川内町鈴江北           | 7万8218台  | 1.13       | 7時        | 32.4km/h   | 6万7998台  | 0.98       | 16時       | 45.6km/h   | 87%    |
| 徳島市川内町竹須賀           | 7万3275台  | 1.90       | 17時       | 27.3km/h   | 6万9546台  | 1.81       | 16時       | 37.1km/h   | 95%    |
| 徳島市川内町平石夷野         | 5万8886台  | 1.06       | 17時       | 38.8km/h   | 5万5496台  | 1.03       | 15時       | 58.6km/h   | 97%    |
| 板野郡松茂町広島             | 4万8804台  | 0.59       | 18時       | 61.9km/h   | 5万0200台  | 0.63       | 16時       | 63.9km/h   | 106%   |
| 板野郡松茂町中喜来           | 4万2263台  | 0.73       | 7時        | 53.6km/h   | 4万2577台  | 0.74       | 16時       | 39.0km/h   | 101%   |
| 鳴門市大津町備前島           | 3万9121台  | 0.83       | 7時        | 30.7km/h   | 3万8401台  | 0.82       | 17時       | 34.5km/h   | 99%    |
| 鳴門市撫養町木津字孫右エ門山 | 3万6325台  | 0.58       | 14時       | 53.3km/h   | 3万2690台  | 0.53       | 16時       | 62.6km/h   | 91%    |
| 鳴門市撫養町木津             | 1万8207台  | 0.56       | 7時        | 40.0km/h   | 1万8180台  | 0.59       | 17時       | 42.5km/h   | 105%   |
| 鳴門市撫養町木津字奥中山     | 9644台     | 0.29       | 7時        | 38.9km/h   | 1万0117台  | 0.32       | 16時       | 61.5km/h   | 110%   |

## 地理

### 通過する自治体
- 徳島県
  - 徳島市 - 板野郡松茂町 - 鳴門市

### 接続している高速道路
- E32 徳島道 （1 徳島）
- E11 高松道・E28 神戸淡路鳴門道 （12 鳴門）

### 交差する道路
- 上側が起点側、下側が終点側。左側が上り側、右側が下り側。

| 交差する道路                                             | 交差する道路                                             | 交差する場所  | 交差する場所         | 徳島から (km) |
| -------------------------------------------------------- | -------------------------------------------------------- | ------------- | -------------------- | ------------- |
| 国道55号（徳島南バイパス）                               |                                                          |               |                      |               |
| 徳島県道120号徳島小松島線                                | 徳島県道136号宮倉徳島線                                  | 徳島市        | 県庁前               | 0.0           |
| 徳島県道190号徳島港線                                    |                                                          | 徳島市        |                      |               |
| 徳島県道29号徳島環状線                                   | 国道192号                                                | 徳島市        | 徳島本町             |               |
|                                                          | 徳島県道39号徳島鳴門線                                   | 徳島市        | 北常三島町・北常三島 |               |
| 徳島県道189号沖ノ洲埠頭線                                | 徳島県道15号徳島吉野線                                   | 徳島市        | 吉野川大橋南         |               |
| 徳島県道29号徳島環状線                                   | 徳島県道219号古川長原港線                                | 徳島市        | 吉野川大橋北詰       |               |
| E32 徳島自動車道 1 徳島IC                                |                                                          | 徳島市        |                      |               |
| 徳島県道29号徳島環状線                                   | 徳島県道221号富吉久木線                                  | 徳島市        | 川内町竹須賀         |               |
| 徳島県道29号徳島環状線（徳島東環状道路・徳島北環状道路） | 徳島県道29号徳島環状線（徳島東環状道路・徳島北環状道路） | 徳島市        | 川内町               |               |
| 徳島県道181号川内埠頭線                                  |                                                          | 徳島市        |                      |               |
| 徳島県道220号川内大代線                                  |                                                          | 徳島市        |                      |               |
| 国道28号                                                 | 徳島県道14号松茂吉野線                                   | 板野郡 松茂町 | 広島                 |               |
| 徳島県道220号川内大代線                                  |                                                          | 板野郡 松茂町 |                      |               |
| 徳島県道40号徳島空港線                                   | 徳島県道40号徳島空港線                                   | 板野郡 松茂町 | 空港線西口           |               |
| 徳島県道220号川内大代線                                  |                                                          | 板野郡 松茂町 |                      |               |
|                                                          | 徳島県道220号川内大代線                                  | 板野郡 松茂町 |                      |               |
| 徳島県道12号鳴門池田線                                   | 徳島県道12号鳴門池田線                                   | 鳴門市        |                      |               |
| E11 高松自動車道・E28 神戸淡路鳴門自動車道 12 鳴門IC     |                                                          | 鳴門市        |                      |               |
| 徳島県道11号鳴門公園線                                   | -                                                        | 鳴門市        |                      |               |
| 徳島県道42号瀬戸撫養線                                   | -                                                        | 鳴門市        |                      |               |
| 国道11号                                                 |                                                          |               |                      |               |

### 当該道路の位置関係
- （高松方面） - 吉野川バイパス - 徳島南バイパス - 阿南道路 - （日和佐・室戸方面）